# XPD
 (janvier 2014).
Si vous disposez d'ouvrages ou d'articles de référence ou si vous connaissez des sites web de qualité traitant du thème abordé ici, merci de compléter l'article en donnant les références utiles à sa vérifiabilité et en les liant à la section « Notes et références ».
.xpd est une extension de nom de fichier utilisée par le PlayStation Store. Elle permet le téléchargement de contenu pour les consoles de Sony, PlayStation 3 PSP et PlayStation Network, à partir des instructions stockées dans le fichier.

## Description
Ces fichiers peuvent être ouverts sur la Playstation 3 à partir de l'interface graphique XMB, ou dans la PSP par l'intermédiaire de son navigateur web. Ce sont de petits fichiers ASCII qui comportent diverses informations sur le téléchargement et un lien pour télécharger le fichier.

## Exemple
Voici un exemple de fichier .xpd pour PSP (les paramètres en mandataire sont annotés par le symbole (*)) :
```
; exemple de fichier XPD (le caractère ';' commente la ligne)

[Info]

;(*)détermine le type de XPD

;gdp# enregistre dans "ms0:/PSP/GAME"

;adp# enregistre dans "ms0:/PSP/APP"

EID
=
gdp
#

;texte affiché lors de la demande du téléchargement

Desc
=
Mon titre

;taille (en Ko) des fichiers à télécharger

Size
=
7872

;(*)dossier de destination (ms0:/PSP/GAME/.../;)

Code
=
à substituer aux trois points sachant qu'il peut en contenir aussi

;la PSP est redirigée vers ce lien (http: file: javascript:) à la fin du téléchargement

NPage
=
http://exemple.com/suite.xdp

;Les attributs suivants ont été trouvés par reverse et ne sont donc pas documentés

;RPage

;DName

;AName

;FName

;Duration

;DrmMGN

;ddpc

;ddpg

[File]

;(*)lien vers le contenu principal (le plus souvent l’exécutable)

C
=
http://example.com/EBOOT.PBP

;lien vers  un fichier annexe (le plus souvent une archive extraite par le binaire)

A
=
http://example.com/install.zip

```